# Sainte-Catherine-de-Fierbois
Sainte-Catherine-de-Fierbois és un municipi francès, situat al departament de l'Indre i Loira i a la regió de Centre – Vall del Loira. L'any 2007 tenia 653 habitants.

## Demografia

### Població
El 2007 la població de fet de Sainte-Catherine-de-Fierbois era de 653 persones. Hi havia 262 famílies, de les quals 68 eren unipersonals (48 homes vivint sols i 20 dones vivint soles), 83 parelles sense fills, 95 parelles amb fills i 16 famílies monoparentals amb fills.
La població ha evolucionat segons el següent gràfic:
Habitants censats

### Habitatges
El 2007 hi havia 306 habitatges, 266 eren l'habitatge principal de la família, 16 eren segones residències i 24 estaven desocupats. 286 eren cases i 17 eren apartaments. Dels 266 habitatges principals, 201 estaven ocupats pels seus propietaris, 59 estaven llogats i ocupats pels llogaters i 6 estaven cedits a títol gratuït; 1 tenia una cambra, 15 en tenien dues, 43 en tenien tres, 90 en tenien quatre i 117 en tenien cinc o més. 200 habitatges disposaven pel capbaix d'una plaça de pàrquing. A 113 habitatges hi havia un automòbil i a 132 n'hi havia dos o més.

### Piràmide de població
La piràmide de població per edats i sexe el 2009 era:
| Homes | Edats   | Dones |
| ----- | ------- | ----- |
| 0     | 95 o +  | 0     |
| 0     | 90 a 94 | 0     |
| 0     | 85 a 89 | 4     |
| 8     | 80 a 84 | 4     |
| 8     | 75 a 79 | 16    |
| 12    | 70 a 74 | 24    |
| 16    | 65 a 69 | 4     |
| 8     | 60 a 64 | 20    |
| 16    | 55 a 59 | 4     |
| 12    | 50 a 54 | 20    |
| 12    | 45 a 49 | 8     |
| 32    | 40 a 44 | 32    |
| 48    | 35 a 39 | 32    |
| 8     | 30 a 34 | 24    |
| 12    | 25 a 29 | 12    |
| 8     | 20 a 24 | 20    |
| 8     | 15 a 19 | 24    |
| 44    | 10 a 14 | 32    |
| 40    | 5 a 9   | 16    |
| 44    | 0 a 4   | 24    |

## Economia
El 2007 la població en edat de treballar era de 420 persones, 318 eren actives i 102 eren inactives. De les 318 persones actives 288 estaven ocupades (154 homes i 134 dones) i 30 estaven aturades (15 homes i 15 dones). De les 102 persones inactives 42 estaven jubilades, 38 estaven estudiant i 22 estaven classificades com a «altres inactius».

### Ingressos
El 2009 a Sainte-Catherine-de-Fierbois hi havia 275 unitats fiscals que integraven 693 persones, la mediana anual d'ingressos fiscals per persona era de 16.794 €.

### Activitats econòmiques
Dels 24 establiments que hi havia el 2007, 1 era d'una empresa de fabricació de material elèctric, 1 d'una empresa de fabricació d'altres productes industrials, 5 d'empreses de construcció, 6 d'empreses de comerç i reparació d'automòbils, 3 d'empreses d'hostatgeria i restauració, 1 d'una empresa d'informació i comunicació, 1 d'una empresa immobiliària, 4 d'empreses de serveis i 2 d'empreses classificades com a «altres activitats de serveis».
Dels 6 establiments de servei als particulars que hi havia el 2009, 2 eren paletes, 2 fusteries, 1 perruqueria i 1 restaurant.
Dels 3 establiments comercials que hi havia el 2009, 1 era una gran superfície de material de bricolatge, 1 una botiga de menys de 120 m² i 1 una botiga de mobles.
L'any 2000 a Sainte-Catherine-de-Fierbois hi havia 14 explotacions agrícoles que ocupaven un total de 693 hectàrees.

## Equipaments sanitaris i escolars
El 2009 hi havia una escola elemental.

## Poblacions més properes
El següent diagrama mostra les poblacions més properes.